# Nesquehoning
Nesquehoning é um distrito localizado no estado norte-americano de Pensilvânia, no Condado de Carbon.

## Demografia
Segundo o censo norte-americano de 2000, a sua população era de 3288 habitantes.
Em 2006, foi estimada uma população de 3338, um aumento de 50 (1.5%).

## Geografia
De acordo com o United States Census Bureau tem uma área de
55,9 km², dos quais 54,8 km² cobertos por terra e 1,1 km² cobertos por água. Nesquehoning localiza-se a aproximadamente 173 m acima do nível do mar.

## Localidades na vizinhança
O diagrama seguinte representa as localidades num raio de 12 km ao redor de Nesquehoning.